# Günter Busch (Fußballspieler, 1930)
Günter Busch, gerufen „Buscher“ (* 15. Februar 1930 in Großpösna; † 9. August 2006 in Leipzig) war ein deutscher Fußballspieler und -trainer, der mit der BSG Chemie Leipzig im Jahre 1950/51 die Meisterschaft in der DDR-Oberliga gewann.

## Karriere

### Verein

#### Beginn, 1942–1949
Mit zwölf Jahren eröffnete Günter Busch das Fußballspiel im Verein beim MTV 1858 Liebertwolkwitz, das zwischen Großpösna und Probstheida gelegen ist. Da sein Vorbild der Ex-Nationaltorhüter Hans Jakob von Jahn Regensburg war, entschied er sich für das Torwartspiel. Sein Lieblingsverein war SV TuRa 1932 Leipzig. Der Oberschüler der Nikolai-Schule spielte bis 1948 in Liebertwolkwitz. Im Frühjahr 1949 wechselte er zur SG Leipzig-Leutzsch. Die „Grün-Weißen“ wurden Meister in der Bezirksliga Leipzig. Unmittelbar vor den Spielen um die Sachsenmeisterschaft ging aus Leutzsch und Lindenau-Hafen die ZSG Industrie Leipzig hervor. In den Endrundenspielen setzte sich die SG Dresden-Friedrichstadt mit den Persönlichkeiten Richard Hofmann und Helmut Schön durch und feierte den Gewinn der Sachsenmeisterschaft.

#### Zonenliga/DDR-Oberliga, 1949–1959
Nach dem achten Platz in der Saison 1949/50 steuerte die ab 16. August 1950 in BSG Chemie Leipzig umbenannte Industrie Leipzig in der Saison 1950/51 den Meistertitel an. Im Saison-Endspurt holten die Sachsen den Tabellenführer Turbine Erfurt ein und es kam zu einem Entscheidungsspiel um die Meisterschaft. Am 20. Mai 1951 gewann Chemie Leipzig in Chemnitz vor 60.000 Zuschauern das Finalspiel mit 2:0 Toren. Günter Busch garantierte mit der Klasse seines Torwartspieles und der Unterstützung der Verteidigerlegende Walter Rose die entscheidende Stärke der Defensivabteilung. „Buscher“ glänzte durch seine herausragende Stärke auf der Linie und spektakuläre Flugparaden. Außer Wolfgang Klank war in den 50er-Jahren wohl kein Keeper so populär im DDR-Fußball. Er war ein beweglicher und geschmeidiger Torhüter, der mit seinen 1,79 m Größe und 72 kg Körpergewicht kein Vorreiter der großgewachsenen Muskelpakete der späteren Jahrzehnte darstellte. Das Entscheidungsspiel selbst hat folgende Vorgeschichte: Im April 1951 fanden inoffizielle Auswahlspiele zwischen der DDR und Polen statt. Beim „gemütlichen Abend“ gab es verbale Vorkommnisse, die die Sparte Fußball des DS der DDR zu drakonischen Strafmaßnahmen veranlassten. Der Kapitän von Turbine Erfurt, Helmut Nordhaus und der Torjäger Wolfgang Nitsche, wurden gesperrt und standen deshalb Erfurt in der Endphase der Meisterschaft und beim Entscheidungsspiel nicht zur Verfügung. In der Runde 1952/53 stand „Chemie“ im Visier der Polit-Funktionäre. Bis zum 23. Dezember 1952 wurden acht Spieler – darunter Rainer Baumann, Werner Eilitz, Heinz Fröhlich, Rudolf Krause und Horst Scherbaum – zu Vorwärts Leipzig delegiert und damit der planmäßige Absturz der Mannen um Günter Busch und Walter Rose betrieben. Die 40-jährige Galionsfigur Walter Rose bildete zusammen mit Günter Busch, Gerhard Polland und Walter Stieglitz den verbliebenen „Kern“ der Chemie-Elf. Durch die Heimbilanz von 26.438 Zuschauern gegenüber 11.938 des einseitig durch die Funktionäre bevorzugten Rivalen Vorwärts, drückt sich die Unterstützung der Fans in Leipzig deutlich aus. Alleine im März/April 1953 hatte Chemie fünf Heimspiele mit jeweils über 30.000 Zuschauer. Der heimische Georg-Schwarz-Sportpark musste dafür dem Bruno-Plache-Stadion weichen. Im ersten Halbjahr 1953 wurde wohl der „Chemie-Geist“ geboren. Im März wollte man Chemie aus der Messestadt entfernen und in Leuna/Buna ansiedeln. Auch dagegen lehnten sich die Fans und die Spieler um Walter Rose und Günter Busch erfolgreich auf. Im April 1953 – noch vor Saisonende – wurde die Ligamannschaft von Vorwärts Leipzig nach Berlin verlegt und stieg am Rundenende als 14. aus der Oberliga ab. Mit dem 8. Platz von Chemie und deren Rekordzuschauerzahlen hatten die Funktionäre eine Schlacht in Leipzig verloren. „Buscher“ hatte in dieser dramatischen Runde alle 32 Spiele in der Oberliga absolviert. Zur Runde 1953/54 übernahm Alfred Kunze das Traineramt der Chemieelf. Er führte die „Grün-Weißen“ mit 35:21 Punkten hinter dem Meister Turbine Erfurt zur Vizemeisterschaft. Auch Günter Busch profitierte von der kreativen Trainingsgestaltung des Fußball-Dozenten und Praktikers. In der Zuschauer-Resonanz führte Chemie mit 27.413 wieder die Tabelle an. In der Saison 1954/55 wurden die Sportclubbildungen betrieben. Der erste Sportclub der DDR, der SC Lok Leipzig wurde der Nachfolger der BSG Chemie Leipzig. Eine Leistungssteigerung trat aber nicht ein, im Gegenteil, mit dem 11. Tabellenrang landete man auf dem bisher schlechtesten Rang in der Oberliga. Insgesamt 29 Spieler kamen zum Einsatz. Günter Busch hütete in 25 Spielen das Tor. In selbiger Spielzeit nahm er am 3. Februar 1955 in der Deutschen Sporthalle in der Berliner Stalinallee vom Stellvertreter des Vorsitzenden des Ministerrats, Walter Ulbricht, die staatliche Auszeichnung Meister des Sports entgegen und war somit einer von elf Fußballspielern der DDR, die an jenem Tag diese Ehrung erhielten.
Die Sektion Fußball der DDR setzte Trainer Alfred Kunze ab und verbannte den selbständig denkenden Rudolf Krause nach Weimar in die 2. Liga. Am 22. Dezember 1957 gewann SC Lokomotive Leipzig in Karl-Marx-Stadt mit 2:1 Toren nach Verlängerung gegen den SC Empor Rostock den FDGB-Pokal. Günter Busch hütete im Ernst-Thälmann-Stadion das Tor des Pokalsiegers. Insgesamt absolvierte „Buscher“ 246 Oberliga-Partien für die Leipziger Vereine Industrie, Chemie und SC Lokomotive. 1959 wurde er von dem Talent Horst Weigang – späterer 12-facher Internationaler – im Tor abgelöst.

### Auswahlspiele
Mit 21 Jahren hütete Günter Busch im Finale des Länderpokals der DDR am 1. August 1951 das Tor von Sachsen. Mit 2:1 Toren wurde der Pokal gegen Sachsen-Anhalt gewonnen. In einem Spiel einer DDR-Auswahl gegen die Bezirksauswahl Leipzig stand er am 9. Juli 1953 in Leipzig im Tor der DDR-Auswahl. Im vierten Länderspiel der DDR am 8. Mai 1954 debütierte er im Tor der Nationalmannschaft in Berlin. Der Gegner war Rumänien. Trainer Hans Siegert hatte als Nachfolger von Willi Oelgardt den Wechsel von Wolfgang Klank hin zu Günter Busch vollzogen. Das Spiel endete mit einer 0:1-Niederlage. Es kamen fünf Spieler aus Ost-Berlin zum Einsatz, die nicht in der Oberliga spielten. Es war der internationale Wiederbeginn nach dem Aufstand vom 17. Juni 1953. Im Jahre 1953 war das am 14. Juni ausgetragene Länderspiel in Dresden gegen Bulgarien das einzige Spiel der DFV-Elf. Am 26. September 1954 kam Karl-Heinz Spickenagel zum ersten Einsatz in der Länderelf und entwickelte sich in der Folgezeit zu deren ersten Stammtorwart. „Buscher“ wurde am 8. September in die Bezirksauswahl Leipzig, am 26. September und 24. Oktober 1954 in die B-Nationalmannschaft der DDR berufen. Für die B-Elf war sein Vereins-Trainer Alfred Kunze verantwortlich. Am 9. November 1955 sicherte Günter Busch mit seinem Torwartspiel im Städtespiel den 1:0-Erfolg von Leipzig gegen Dynamo Kiew. Mit der Leipziger Stadtauswahl nahm er an dem Messe-Cup-Wettbewerb 1956–1958 gegen Lausanne teil. Trainer János Gyarmati brachte ihn am 25. September 1957 im WM-Qualifikationsspiel in Cardiff gegen Wales zum zweiten Mal zum Einsatz in der Nationalmannschaft. Das Spiel ging mit 1:4 Toren verloren.

## Trainer
Als Trainer war Günter Busch bei Aufbau Nord Leipzig (1964–1965), Fortschritt LWK Leipzig (1965–1968), Motor Mockau Leipzig (1968–1969) und danach nur bei Chemie Leipzig tätig.

## Beruf
Günter Busch hat an der Ingenieurschule zum Chemie-Ingenieur studiert und später noch postgradual den Patent-Ingenieur gemacht.
Privat war er sehr musikinteressiert und galt deshalb auch in seiner aktiven Zeit als Stimmungskanone mit seinem Akkordeonspiel. Er war Mitglied des Ehrenrates bei Sachsen Leipzig.

## Auszeichnungen
- Meister des Sports: 1955